# Siobhan Fahey
Siobhan Fahey (/ʃəˈvɔːn_ˈfaːhi/), all'anagrafe Siobhan Máire Deirdre Fahey, durante il matrimonio conosciuta anche come Siobhan Stewart (Dublino, 10 settembre 1958) è una cantante irlandese.
È stata una delle tre fondatrici del gruppo pop femminile britannico Bananarama. In seguito ha formato il duo delle Shakespears Sister. Nel 2017 si è riunita alle Bananarama per un tour nel Regno Unito e nel 2018 per un tour nel Nord America ed Europa. Il suo registro vocale è quello di leggero contralto.

## Biografia
Prima di tre sorelle, Máire (che interpreta Eileen nel video del 1982 nella canzone Come On Eileen dei Dexys Midnight Runners) e Niamh, Siobhan Fahey è figlia di Helen and Joseph Fahey, entrambi della Contea di Tipperary, in Irlanda. La Fahey ha vissuto a Dublino per circa due anni, dopodiché la famiglia si è trasferita nel Regno Unito, nello Yorkshire, in Inghilterra, dove il padre Joseph ha prestato servizio nell'esercito britannico. All'età di quattordici anni, lei e la famiglia si sono trasferiti a Harpenden e, due anni dopo, se n'è andata di casa entrando a far parte della scena punk di fine anni settanta.
Nel 1980 Siobhan Fahey si iscrive a un corso di giornalismo di moda al London College of Fashion, dove incontra Sara Dallin. Nel 1981 le due, unitamente a Karen Woodward, fondano le Bananarama e incidono il loro primo demo, Aie a Mwana. Inizialmente lavorano assieme al trio vocale maschile Fun Boy Three pubblicando assieme a loro due singoli all'inizio del 1982 che i piazzano tra i primi cinque singoli in classifica, prima di ottenere la loro top five con il singolo Shy Boy quello stesso anno.
La Fahey, assieme alla Dallin e alla Woodward, scrive molti dei successi del gruppo, compresi Cruel Summer, Robert De Niro's Waiting..., I Heard a Rumour e Love in the First Degree.
Nel 1988, in disaccordo con la direzione che le Bananarama stavano intraprendendo, la Fahey abbandona il gruppo e forma le Shakespears Sister. Inizialmente Shakespears Sister nasce come progetto solista di Siobhan Fahey, cui solamente in seguito si unisce la musicista statunitense Marcella Detroit, diventando un membro ufficiale del progetto, che diviene così un duo.
Il loro singolo Stay del 1992 rimane per otto settimane in testa alle classifiche britanniche e nel 1993 vince un BRIT Award per il miglior video. Agli Ivor Novello Awards la Fahey, la Detroit e Dave Stewart vengono premiati per la Outstanding Contemporary Song Collection. La Fahey appare spesso nei videoclip del gruppo e sul palco come una vampiresca figura glam rock. Dopo i due album di successo, la tensione tra la Fahey e la Detroit comincia a crescere e si separano nel 1993. In quell'anno la Fahey si fa ricoverare in un istituto pischiatrico per una profonda depressione.
Nel 1996 la Fahey prosegue come Shakespears Sister da sola e pubblica il singolo I Can Drive. Inteso come il primo singolo del terzo album delle Shakespears Sister e il primo singolo registrato dopo la separazione da Marcella Detroit, il singolo delude le aspettative posizionandosi alla sola 30ima posizione della classifica britannica, il che spinge la casa discografica London Records a non pubblicare l'album. A causa di ciò la Fahey abbandona l'etichetta discografica e dopo una lunga battaglia alla fine ottiene i diritti per pubblicare l'album #3 indipendentemente attraverso il proprio sito nel 2004.
Nel 1998 Siobhan Fahey si riunisce momentaneamente alle Bananarama per registrare la cover della canzone degli ABBA Waterloo per lo speciale sull'Eurofestival di Channel 4 A Song for Eurotrash. Nel 2002 la Fahey si ricongiunge nuovamente con le Bananarame per un'ultima volta in occasione della reunion del gruppo per il concerto per il ventesimo anniversario delle formazione al G-A-Y di Londra. Il trio esegue Venus e Waterloo.

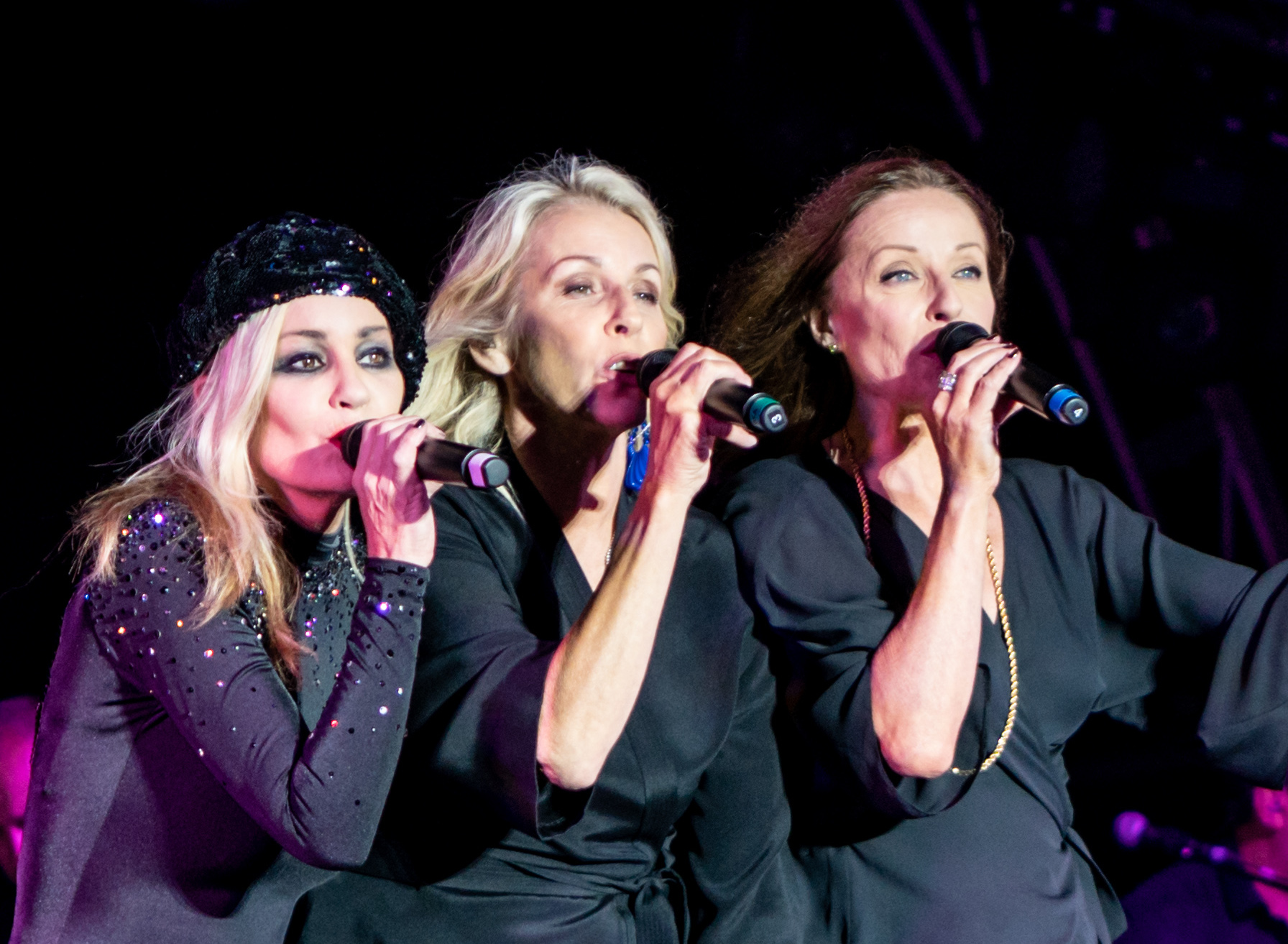
Siobhan Fahey dal vivo con le Bananarama nel 2018

Nel 2004 registra assieme agli Agent Provocateu una cover del brano dei Joy Division She's Lost Control, che viene pubblicato come singolo dalla Sanctuary Records in numerosi remix.
Nel nuovo millennio la Fahey prosegue la sua carriera solista pubblicando indipendentemente l'album The MGA Sessions nel 2005, registrato assieme con Sophie Muller, con la quale ha collaborato frequentemente durante gli anni novanta. Il 17 ottobre dello stesso anno pubblica il singolo Bad Blood con il proprio nome. Lo stesso anno il gruppo pop The Pussycat Dolls pubblicano una cover di Better Pill nel loro album di debutto PDC. I versi della canzone (che sono stati leggermente modificati) e il sound provengono da Better Pill, ma vi è stato aggiunto il ritornello di Hot Stuff di Donna Summer. La canzone viene rinominata Hot Stuff (I Want You Back) e una versione remixata della canzone viene inserita come lato B del singolo Beep.
Nel 2008 la Fahey appare nel cortometraggio di Chris Ward What Shall We Do with the Drunken Sailor, basato sulla vita dell'artista Nina Hamnett, soprannominatasi "La Regina di Boemia". La Fahey interpreta il ruolo della Hamnet, a fianco dell'attore Clive Arrindel, del frontman dei Towers of London Donny Tourette e dell'ex cantante dei Fatal Microbes Honey Bane.
Nel 2009 la Fahey decide di resuscitare il progetto Shakespears Sisters e pubblica, con la propria etichetta SF Records, un nuovo album intitolato Songs from the Red Room. L'album contiene numerosi singoli pubblicati dalla Fahey negli anni precedenti. La cantante si esibisce dal vivo per la prima volto dopo almeno 15 anni come Shakespears Sister a Hoxton, Londra, il 20 novembre 2009. Nel 2014 si unisce ai Dexys Midnight Runners per qualche concerto, compreso quello al Festival di Glastonbury.
Nel 2017 viene annunciato che la Fahey si riunisce alle Bananarama per un imminente tournée nel Regno Unito. Questo è il primo tour delle Bananarama cui partecipa Siobhan Fahey- Nel 2019 la Fahey e Marcella Detroit si riuniscono come Shakespears Sister per una serie di apparizioni, a partire dalla partecipazione al programma di BBC One The Graham Norton Show il 10 maggio 2019.

## Vita privata
Siobhan Fahey ha avuto una relazione con Jim Reilly, batterista del gruppo irlandese Stiff Little Fingers, e con il cantante scozzese Bobby Bluebell dei Bluebells, con il quale ha scritto la hit Young at Heart.
Nel 1987 ha sposato il chitarrista degli Eurythmics David A. Stewart, dal quale ha in divorziato nel 1996. La coppia ha avuto due figli, Samuel (nato il 26 novembre 1987) e Django James (nato nel 1991). I due fratelli hanno formato il gruppo Nightmare and the Cat. Da bambino Samuel è apparso nei primi videoclip delle Shakespears Sister, Heroine e You're History, ed è il chitarrista del gruppo indie statunitense Lo Moon. Django Stewart è anche attore.

## Discografia

### Con le Bananarama
Album in studio
- 1983 - Deep Sea Skiving
- 1984 - Bananarama
- 1986 - True Confessions
- 1987 - Wow!

Singoli
- 1981 - Aie a Mwana
- 1982 - It Ain't What You Do (It's the Way That You Do It) (con i Funboy Three)
- 1982 - Really Saying Something (con i Funboy Three)
- 1983 - Shy Boy
- 1983 - Cheers Then
- 1983 - He's Got Tact
- 1983 - Na Na Hey Hey Kiss Him Goodbye
- 1983 - Cruel Summer
- 1984 - Robert De Niro's Waiting...
- 1984 - Rough Justice
- 1984 - King of the Jungle
- 1984 - Hot Line to Heaven
- 1984 - The Wild Life
- 1985 - Do Not Disturb
- 1985 - Set On You
- 1986 - Venus
- 1986 - More Than Physical
- 1987 - A Trick of the Night
- 1987 - I Heard a Rumour
- 1987 - I Can't Help It
- 1987 - Love in the First Degree
- 1988 - I Want You Back
- 1988 - Love, Truth & Honesty
- 1988 - Nathan Jones

### Con le Shakespears Sister
Demo
- 1989 - The History Of Shakespear's Sister

Album in studio
- 1989 - Sacred Heart
- 1992 - Hormonally Yours
- 2004 - #3
- 2009 - Songs from the Red Room

Album dal vivo
- 2011 - Live 1992

Raccolte
- 2004 - The Best of Shakespears Sister
- 2005 - Long Live the Queens!

Singoli
- 1988 - Break My Heart (You Really)
- 1989 - Heroine
- 1989 - You're History - Run Silent (Run Deep)
- 1990 - Dirty Mind
- 1991 - Goodbye Cruel World
- 1992 - Stay (Shakespears Sister)|Stay
- 1992 - I Don't Care
- 1992 - Goodbye Cruel World
- 1992 - Hello (Turn Your Radio On)
- 1993 - My 16th Apology
- 1996 - I Can Drive
- 2009 - It's a Trip

### Solista
Album
- 2005 - The MGA Sessions

Singoli
- 2002 - Bitter Pill
- 2004 - Icon Series Number 5
- 2004 - She's Lost Control (con Agent Provocateur)
- 2004 - Pulsatron
- 2004 - Cold
- 2005 - Bad Blood

## Riconoscimenti
- BRIT Award
  - 1993 - 'Miglior video' per Stay delle Shakespears Sister
- Ivor Novello Awards
  - 1993 - Outstanding Contemporary Song Collection (condiviso con Marcella Detroit e David A. Stewart)